# 長男の嫁 オリジナル ドラマ・トラックス
長男の嫁 オリジナル ドラマ・トラックス（ちょうなんのよめ オリジナル ドラマ・トラックス）は、日本の音楽グループDREAMS COME TRUEの中村正人が手掛けた、TBS系ドラマ「長男の嫁」のオリジナル・サウンドトラックである。
1994年5月21日にEpic/Sony Recordsからリリースされた。

## 概要
- 以前手掛けた「「ひらり」 オリジナル ドラマ・トラックス」とは違い、このサントラには中村正人がメイン・ボーカルとして歌唱している曲がある。それら全てに吉田美和がバックボーカルで参加。
- 収録曲全てが中村正人名義の楽曲であり、ドラマの主題歌だったドリームズ・カム・トゥルーの「WHEREVER YOU ARE」はボーカル入り楽曲としては収録されていないが、本作のおよそ1か月前に12cmシングルとして発売されている。
- ジャケットやブックレットなどが前年発売のドリカムのアルバム「MAGIC」とよく似ており、ジャケットに於いては中村・吉田・西川の位置が、ドラマの登場人物である健一郎(石田純一)・襟華(鈴木杏樹)・美里(浅野ゆう子)の人形にそれぞれ置き換わっている。
- ドラマは続編として「長男の嫁2～実家天国」が製作されており、主題歌も同じくドリカムの「ROMANCE」が使われたが、「2」のサントラは発売されていない。

## 収録曲
1. CLASSIC PARK ～from “WHEREVER YOU ARE”
2. It's 1500
  - ラジオ『中村正人のKDD Sunday Network』（TOKYO FM系）オープニングテーマ。曲名の「1500」は、同番組が15時開始だったことに由来する。
3. 手紙を書くよ
4. 夕陽のW.Y.A ～from “WHEREVER YOU ARE”
5. woo・・・WOW!?
6. JAZZY “M” ～from “WHEREVER YOU ARE”
  - この曲は1994年8月12日放送(この日の出演者はドリカムのみ)の「ミュージックステーション」にて披露しタモリと共演した。
7. 君をみつける
8. “WHEREVER YOU ARE” INSTRUMENTAL VERSION
9. はるかなる50ノット
10. Les Belles ～from “WHEREVER YOU ARE” オルゴール VERSION

## スタッフ
- 作詞：観音崎すみれ（3,5,7,9）、吉田美和（6）、MIKE PELA（6）
  - 観音崎すみれの写真は本で顔を隠して掲載され、正体は伏せているが、吉田美和のことである。
- 作曲：中村正人（1,2,4～10）、吉田美和（3）
- 編曲：明石敏子（1,3～6,9,10）、中村正人（2～9）